# Die Flucht aus dem Paradies
Die Flucht aus dem Paradies ist eine in der Südsee spielende, US-amerikanische Stummfilm-Romanze aus dem Jahre 1922 von Rex Ingram mit seiner Ehefrau Alice Terry in der weiblichen Hauptrolle und Ramón Novarro in der männlichen Hauptrolle. Die Geschichte basiert auf dem Roman Where the Pavenment Ends (1919/1921) von John Russell (1885–1956).

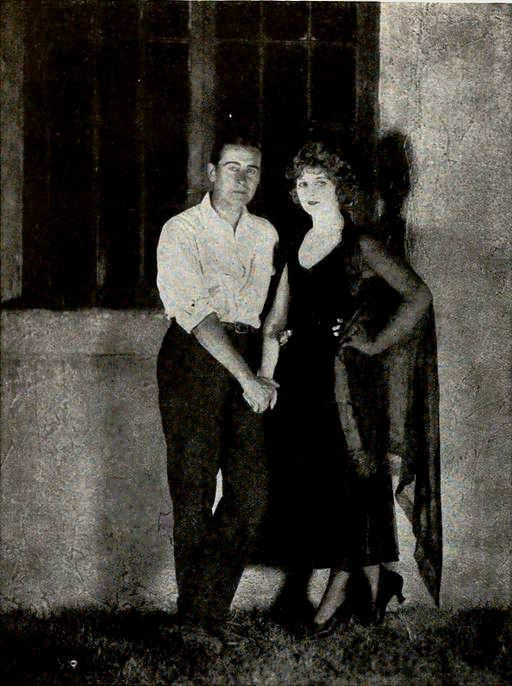
Regisseur Rex Ingram und seine Ehefrau Alice Terry kurz vor Beginn der Dreharbeiten

## Handlung
Pastor Spener, ein Missionar, der in der Wildnis der Südsee, auf Wallis Island, die von den Christen als „Wilde“ bezeichneten Eingeborenen zum Christentum bekehren soll, lebt dort, fern aller Zivilisation allein mit seiner Tochter Matilda. Die leidet sehr unter der Abgeschiedenheit und langweilt sich. Als sie den attraktiven Häuptling Motauri kennenlernt, ist es um sie geschehen. Beide verlieben sich ineinander, was wiederum auf heftige Ablehnung beim Missionar stößt. Der hat für seine Tochter den Barbetreiber Captain Hull Gregson als Ehemann in spe ausgesucht. Zwar lag er mit dem Europäer zwar lange im Clinch, weil der Ausschank von Alkohol in den Augen Speners Teufelswerk ist und Gregson nach Speners Ansicht die Eingeborenen mit dem Schnaps auf Abwege bringt. Doch Gregson tat zuletzt so, als wenn er „moralisch geläutert“ wäre (was er aber mitnichten ist). Als er seine schmutzigen Hände nach Matilda ausstreckt, erweist sich der Häuptling als Retter in der Not, „entführt“ die junge Frau über reißende Stromschnellen und durch einen gefährlichen Wasserfall, um zu einem Boot zu gelangen, dass das Liebespaar zu Motauris Stamm und Wohnhütte führen soll.
Doch Gregson hat, einer Vorahnung folgend, sämtliche Boote der Gegen versteckt, um die beiden an ihrer Flucht zu hindern. Während Matilda bei einem aufkommenden, schweren Gewitter auf Motauri wartend im Urwald zurückbleibt, macht sich ihr Geliebter zu Gregsons Hütte auf, um sein Boot von dort zurückzuholen. Doch der Schurke erwartet Motauri bereits und bedroht ihn mit vorgehaltener Waffe. Gregson sieht in dem jungen Häuptling einen Rivalen um Matildas Gunst und plant ihn zu erschießen. Derweil tobt draußen der tropische Südseesturm, und Matilda hat Schutz in einer Eingeborenenhütte gefunden. Dort reift während einer Vision ihrer eigenen Zukunft die Erkenntnis, dass sie für ein so armseliges Leben in der Südsee-Wildnis einfach nicht geschaffen ist. Und so stürmt sie ins Freie und kommt rechtzeitig bei Gregson und Motauri an, ehe der Kapitän ihren Liebsten ermorden kann. Im Zweikampf der beiden wird Gregson getötet. Motauri ist am Boden zerstört, als er von Matildas Entscheidung erfährt, nicht mit ihm zu kommen. Traurig bringt Motauri Matilda zu ihrem Vater zurück. Daraufhin sucht Motauri in alter Südseetradition durch einen Felssturz in die Tiefe freiwillig den Tod, während Matilda mit ihrem Vater die Einöde verlässt und in die Zivilisation zurückkehrt.

## Produktionsnotizen
Die Flucht aus dem Paradies entstand in den letzten drei Monaten des Jahres 1922 in Florida und wurde am 19. März 1923 erstmals (in New York) gezeigt. Ein genaues Premierendatum für Deutschland oder für Österreich ist nicht überliefert.
Die Filmbauten gestaltete Gordon Mayer.

## Kritiken
In der New York Times hieß es: „In dieser Produktion ist es offensichtlich, dass Rex Ingram darauf bestand, seinen eigenen Weg zu gehen – den Weg eines Künstlers. Dies ist ein Film ohne Hokuspokus, ohne dass sich die Liebenden in der letzten Szene umarmen; ein Film, das sich eng an die Geschichte des Autors anlehnt und in dem es selten Charakterisierungen gibt. Tatsächlich sind die Spieler – möglicherweise mit Ausnahme von Alice Terry – genau so, wie man sie sich vorgestellt hat.“
Österreichs linke Arbeiter-Zeitung ließ kein gutes Haar an dem Stoff, einem klassischen Stück aus Hollywoods Traumfabrik: „Der einzige Vorzug des Films ‚Die Flucht aus dem Paradies‘ ist die reizvolle Landschaft. Die aus sentimentalen Liebesaffären und rohen Boxereien zusammengesetzte Geschichte spielt auf den Südseeinseln, deren Bewohner zum Teil allerdings von angestrichenen weißen Statisten gemimt werden. Der durch blumige, lächerlich-poetische Titel verunzierte Film ist sonst in jeder Hinsicht bedeutungslos.“.
Das Kino-Journal urteilte kurz und knapp: „Ramon Novarro und Alice Terry bieten hervorragende Leistungen in dem pittoresk farbenreichen Gemälde.“.
Die Klagenfurter Zeitung befand: „Der Sechsakter ‚Die Flucht aus dem Paradies‘ ist geeignet, Aufmerksamkeit, ja Aufsehen zu erregen. Wir erleben ein erschütterndes Drama auf einer einsamen Südseeinsel. Die kultivierte westliche Welt stößt auf das Triebleben der Wilden. (…) Die Szenerie ist von übersatter Schönheit.“.
Das Salzburger Volksblatt urteilte: „Die famose Regie Rex Ingrams ermöglichte ein wirklich gutes Filmwerk, das sogar, gegen sonstige amerikanische Gewohnheit, nicht mit der Vereinigung der Liebenden endet.“.